# توقيت جزر المالديف

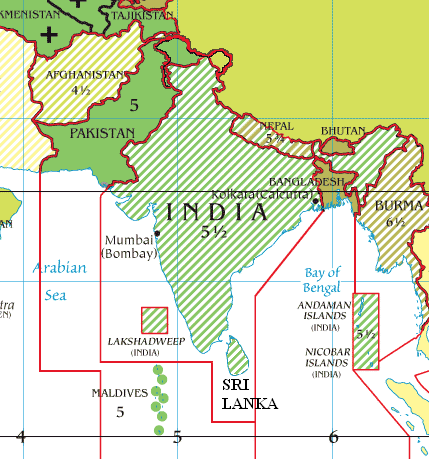
المنطقة الزمنية للهند بالنسبة للبلدان المجاورة لها.

يُحدَّد الوقت في جزر المالديف بتوقيت جزر المالديف (MVT) ( UTC+05:00 ). ومع ذلك، تُطبِّق بعض المنتجعات الجزرية منطقتها الزمنية الخاصة, المعروفة باسم توقيت جزر المالديف، بما يصل إلى ساعتين قبل التوقيت الرسمي لجزر المالديف. لا تُطبِّق جزر المالديف حاليًا التوقيت الصيفي, إذ لا تختلف ساعات النهار فيها نظرًا لوقوعها على خط الاستواء.